# Kamil Mackiewicz

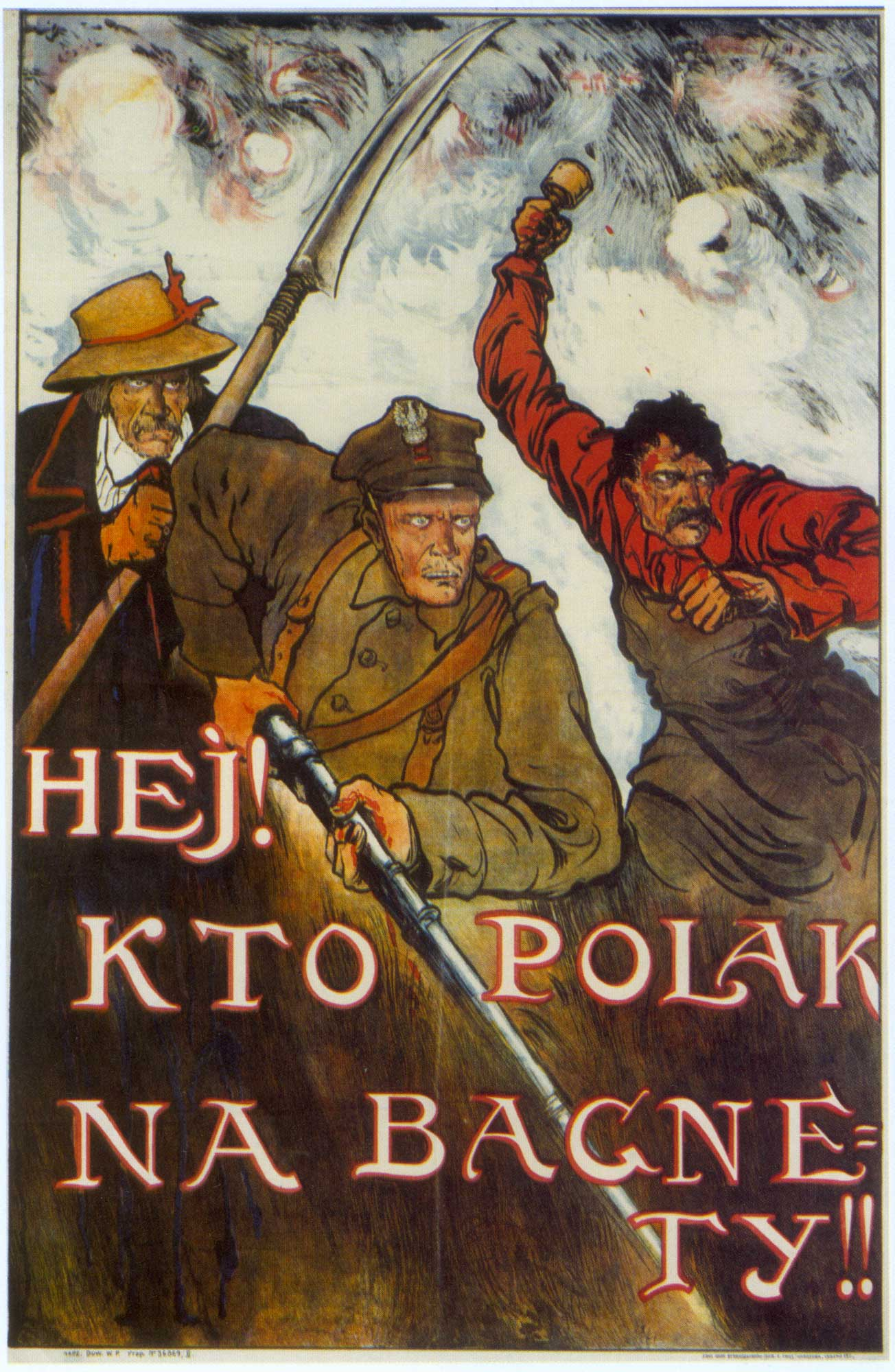
Plakat Hej! Kto Polak na bagnety!! Kamila Mackiewicza z okresu wojny polsko-bolszewickiej

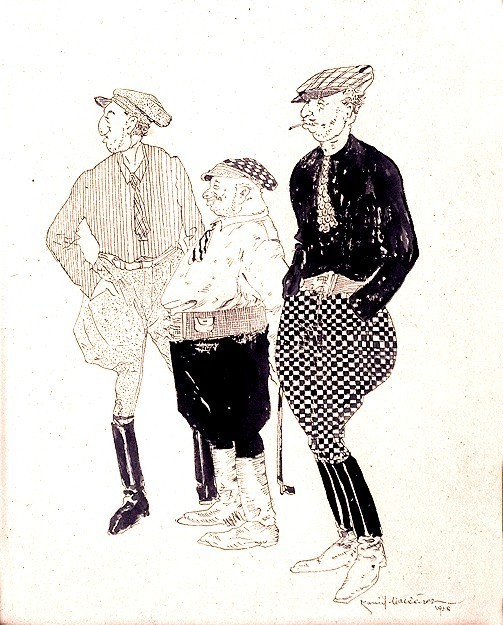
Karykatura Przed wyścigiem Kamila Mackiewicza, 1928

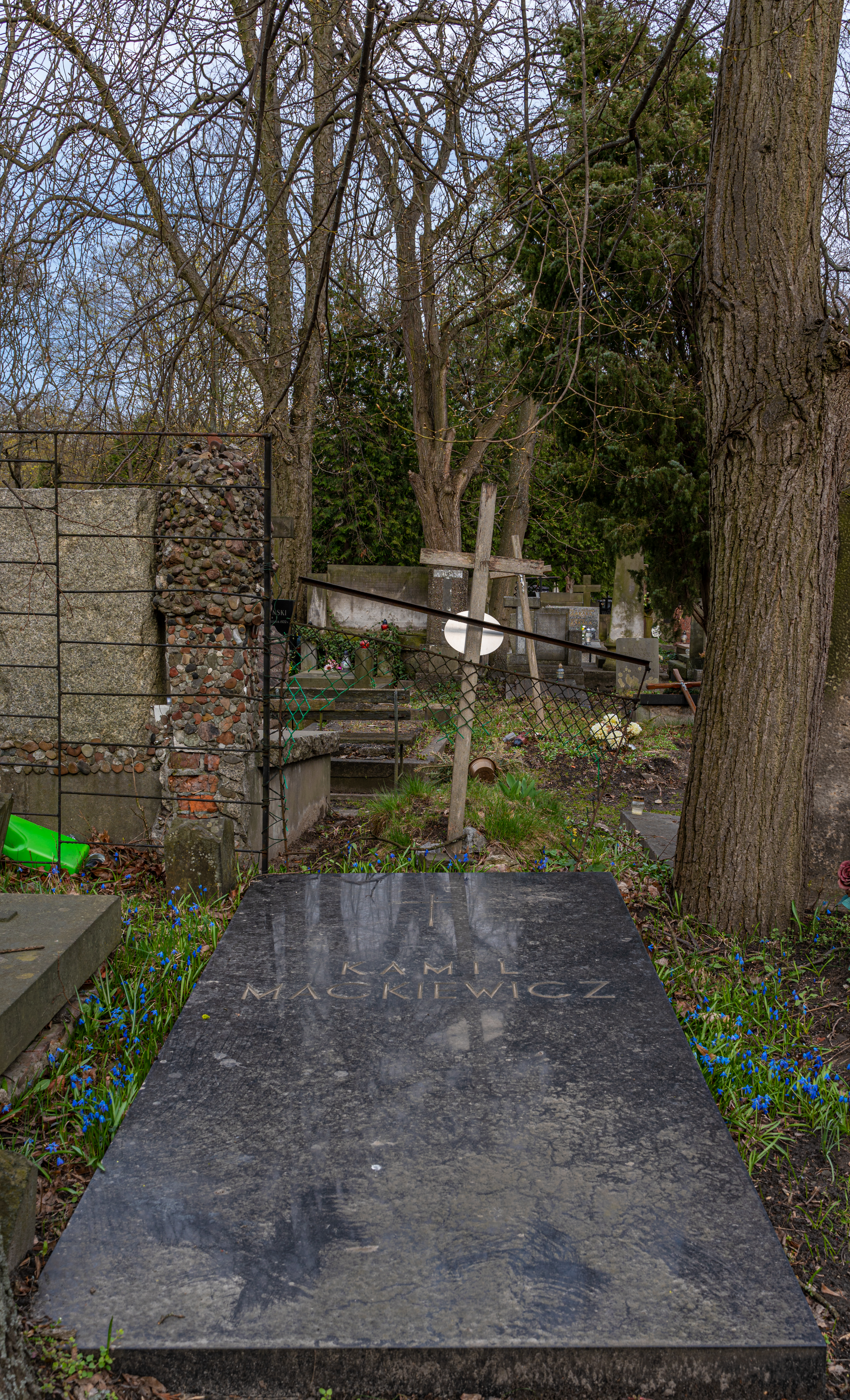
Grób Kamila Mackiewicza na cmentarzu Powązkowskim

Kamil Mackiewicz (ur. 17 czerwca 1886 w Werkach, zm. 11 grudnia 1931 w Warszawie) – polski grafik, karykaturzysta, ilustrator książek, prekursor polskiego komiksu, kapitan Wojska Polskiego.

## Życiorys
Urodził się w Werkach pod Wilnem. Edukację wyższą rozpoczął w Moskwie, a od 1905 kontynuował studia w warszawskiej Szkole Sztuk Pięknych w pracowni Konrada Krzyżanowskiego. Wykształcenie artystyczne uzupełniał w Londynie i Nowym Jorku. W czasie I wojny światowej został powołany jako oficer do armii rosyjskiej. Podczas działań bojowych został ranny, dostał się do niewoli i do końca wojny przebywał w niemieckim obozie jenieckim. Niedługo po uwolnieniu i przyjeździe do Warszawy ponownie przywdział mundur, tym razem już jako żołnierz WP. W 1920 bowiem wziął udział w wojnie polsko-bolszewickiej, choć nie na froncie. Wykonywał transparenty, plakaty i inne druki dla Centralnego Komitetu Propagandy. W 1923 został zwolniony z wojska w randze kapitana i wyjechał Nowego Jorku, gdzie pracował jako ilustrator. Podpisał nawet kilkuletni kontrakt, ale po roku wrócił do Warszawy. Był członkiem Towarzystwa Zachęty Sztuk Pięknych.
Przez trzy ostatnie lata życia przebywał głównie w majątku Duniłowicze koło Postaw u hr. Józefa Tyszkiewicza, z którym był zaprzyjaźniony. Często podróżował, m.in. na Kaukaz, do Francji, Holandii i Afryki. Przebywał też w Dyneburgu, Moskwie i Petersburgu. Był zapalonym myśliwym. Dużo polował na Wileńszczyźnie. 18 lipca 1931 jako gość honorowy uczestniczył w uroczystym otwarciu przystani wioślarsko-pływackiej Polskiego Klubu Sportowego w Postawach. Był też gawędziarzem, znanym w szerokich kręgach towarzyskich.
Zmarł przedwcześnie w Warszawie. Został pochowany na cmentarzu Powązkowskim w Warszawie (kwatera 117-6-25).

## Twórczość
Choć początkowo uprawiał malarstwo, od 1913 głównym nurtem jego twórczości był rysunek i ilustracja. Zajmował się karykaturami portretowymi, rysunkami politycznymi i obyczajowymi. Współpracował z wieloma czasopismami polskimi oraz brytyjskimi i amerykańskimi, takimi jak „Mucha”, „Pani”, „Świat”, „Tęcza” i „Life”. W latach 1918–1921 rysował dla lwowskiego „Szczutka”. Już w 1919 opublikował w nim rodzaj komiksu, opatrzonego tekstami Stanisława Wasylewskiego, i zatytułowanego Ogniem i mieczem czyli przygody szalonego Grzesia. Często podejmował tematykę wojenną i wojskową, a także myśliwską. Ilustrował książki dla dorosłych i dzieci, m in. Marii Rodziewiczówny, Henryka Sienkiewicza, Kornela Makuszyńskiego, Mariana Falskiego, oraz wydawnictwa o tematyce myśliwskiej – Stefana Krzywoszewskiego, Juliana Ejsmonda, Józefa Weyssenhoffa i Bohdana Dyakowskiego. Swoje prace wystawiał m.in. w Polskim Klubie Artystycznym w Warszawie (1920), Zachęcie (1921), na wystawie retrospektywnej w Łodzi (1927) oraz licznych ekspozycjach zbiorowych.

### Wspomnienia rysunkowe
Swoje doświadczenia i obserwacje jeńca wojennego przekazał w albumie Czyściec niemiecki • Moje przeżycia w obozie jeńców – 1919. Opublikowało go Wydawnictwo Tygodnika Satyryczno-Politycznego „Szczutek” w 1920. Zawiera on zestaw 24. plansz formatu 30 x 23 cm w oprawie broszurowej, wykonanych w technice serigrafii. Są to satyryczne rysunki i karykatury, ukazujące życie w obozie jenieckim okresu I wojny światowej. Plansze są opatrzona krótkimi, żartobliwymi komentarzami. Całość opatrzył wstępem dziennikarz – Stanisław Dzikowski.

### Komiks
- Ogniem i mieczem czyli przygody szalonego Grzesia, 1918

### Wybrane grafiki
- Krakowskie Przedmieście w 1905, 1905
- Powrót syna z wojska
- Jejmość z mufką, 1921
- Myśliwi z saniami w lesie, 1925
- Kaczor lecący nad wodą, 1927
- Seter i spłoszone ptactwo, 1928
- Przed wyścigiem, 1928
- Oświadczenie, 1928
- Dwóch myśliwych i pies tropiący, 1928
- Szlacheckie swary, 1930

### Ilustracje i opracowania graficzne książek
- Orlęta • Z walk lwowskich, aut. Artur Schroeder, wyd. Spółka Nakładowa „Odrodzenie”, 1919
- Awantura, aut. Julian Milko, wyd. Sekcja Opieki Ministerstwa Spraw Wojskowych – Wydział Dochodowy, 1920
- Dzieci pana majstra, aut. Zofia Rogoszówna, wyd. Gebethner i Wolff, 1921
- Elementarz powiastkowy • Dla żołnierzy, Marian Falski, wyd. Główna Książnica Wojskowa, 1921
- Elementarz powiastkowy • Dla młodzieży i dorosłych, Marian Falski, wyd. Książnica Polska Towarzystwa Naucz. Szkół Wyższych, 1922
- Przygody Imci Pana Tartarena z Taraskonu, aut. Alfons Daudet, wyd. Towarzystwo Wydawnicze „Ignis”, 1922
- Rzeczy wesołe, aut. Kornel Makuszyński, wyd. Instytut Wydawniczy „Bibljoteka Polska”, 1924
- Opowieść wigilijna, aut. Karol Dickens, wyd. E. Wende i Ska, 1925
- Wyga (okładka), Jack London, wyd. Wydawnictwo E. Wende i Ska, 1925
- Walka wręcz • Dżiu–Dżitsu (okładka), aut. Henryk Jeziorowski, wyd. Główna Księgarnia Wojskowa, 1927
- Bohaterski miś czyli przygody pluszowego niedźwiadka na wojnie, aut. Bronisława Ostrowska, wyd. Książnica Atlas, 1927
- Ala w Krainie Czarów, aut. Lewis Carroll, wyd. Gebethner i Wolff, 1927
- W pustyni i w puszczy, aut. Henryk Sienkiewicz, wyd. Zakład Narodowy im. Ossolińskich, 1929
- Życie i przygody małpki • Pamiętnik szympansiczki „Kaśki”, aut. Ferdynand Antoni Ossendowski, wyd. Książnica Atlas, 1930
- Mali zwycięzcy, aut. A.F. Ossendowski, wyd. Książnica Atlas, 1930
- Chorągiew, aut. Stanisław Falkiewicz, wyd. Wojskowy Instytut Naukowo–Wydawniczy, 1930
- Czapka topielca (okładka), aut. Jerzy Szarecki, wyd. Towarzystwo Wydawnicze „Rój”, 1931
- Rozmowa przy kieliszku (ilustracje), autor Jarosław Tyszkowski, 1931[7] (patrz przykłady w Propaganda cukrownicza w II Rzeczypospolitej)

### Plakaty
- Hej! Kto Polak na bagnety!!, 1920
- Nam twierdzą będzie każdy próg, 1920